# Гиларте Вера, Эусебио
Эусебио Гиларте Вера (исп. Eusebio Guilarte Vera; 1805—1849) — боливийский политик, в 1847—1848 годах Президент Боливии.
Гиларте был офицером, участвовал в сражениях под командованием Санта-Круса. Президент Хосе Бальивиан назначил его на должность посла в Бразилии. Впоследствии президент отозвал Гиларте и назначил его в состав Государственного совета.
Будучи не в состоянии удержать власть на фоне заговора Мануэля Бельсу, Бальивиан в конце 1847 года передал власть генералу Гиларте как председателю Государственного совета и покинул столицу. На последнего возлагалась задача прикрыть выход Бальивиана из города. Он пытался договориться с повстанцами, но был свергнут через две недели. Ему было разрешено жить под домашним арестом в тихоокеанском порту Кобиха. Там Гиларте подхватил инфекцию и умер через два года в 1849 году.